# Karemera
Karemera är ett vattendrag i Burundi.   Det ligger i provinsen Ruyigi, i den centrala delen av landet, 90 kilometer öster om huvudstaden Bujumbura.
Omgivningarna runt Karemera är en mosaik av jordbruksmark och naturlig växtlighet. Runt Karemera är det ganska tätbefolkat, med 100 invånare per kvadratkilometer.